# Petrus Frigelius
Petrus Frigelius, född 28 januari 1708 i Åby socken norr om Kalmar, död 26 september 1791 i Madesjö socken, var en svensk präst, känd för sina teckningar och avskrifter från dåvarande Kalmar stift. Han var son till Samuel Frigelius och far till Petrus Frigelius den yngre.
Efter skolgång i Kalmar antogs Petrus Frigelius 1727 som student vid Uppsala universitet. Där studerade han matematik och teologi och disputerade i båda ämnena, 1734 och 1738, och disputerade 1740 för filosofie magistergraden. 
Från 1742 arbetade Frigelius vid skolan i Kalmar, först som lektor i matematik och från 1752 som lektor i teologi. År 1753 blev han även pastor i Slottskyrkan. Två år därefter, 1755, flyttade Frigelius till Madesjö församling där han fått tjänsten som kyrkoherde. År 1764 blev han även kontraktsprost över Södra Möre kontrakt, en befattning han lämnade först 1790, vid 82 års ålder.
Petrus Frigelius for om somrarna 1746-1755 runt och ritade av kyrkor och gravstenar, fornborgar och kapell runt om i det dåvarande Kalmar stift. Teckningarna är inte skalenliga, men mycket noggrant utförda och med alla detaljer med. Inne i kyrkorna skrev han ofta av inskriptioner på inventarier, vilket gör hans arbete till ett ovärderligt komplement till de ofta ofullständiga kyrkoarkiven.
Frigelius ritade även av borgar, gravfält och platser där historiska händelser ägt rum. På vintrarna samlade Frigelius äldre uppteckningar om Kalmar stads och läns historia och skrev av detta. Den Frigelianska samlingen finns på Kalmar stifts- och gymnasiebibliotek. Den digitaliserades av Kalmar läns museum år 2008.